# Ameerega maculata
Ameerega maculata е вид жаба от семейство Дърволази (Dendrobatidae).

## Разпространение
Видът е разпространен в Панама.